# Zoriane (obwód chmielnicki)
Zoriane (ukr. Зоряне) – wieś na Ukrainie, w obwodzie chmielnickim, w rejonie chmielnickim, w hromadzie Wińkowce. W 2001 liczyła 708 mieszkańców, spośród których 698 wskazało jako ojczysty język ukraiński, 8 rosyjski, 1 mołdawski, a 1 inny.